# Pedro María León-Páez y Brown
Pedro María León-Páez y Brown nació en Cartagena de Indias, República de la Nueva Granada (hoy Colombia), el 29 de junio de 1835. Sus padres fueron Don Pedro de León-Páez y Meynez y Doña Manuela Brown. Casó en primeras nupcias con Victoria Marchena y Prieto y en segundas con la hermana de su primera esposa María Lucina Marchena y Prieto.
En 1854 se graduó de Doctor en leyes en Nueva Granada, donde desempeñó los cargos de Encargado del Poder Ejecutivo del Departamento de Cartagena y Prefecto de Colón. Por motivos políticos salió de su país en 1860 y se radicó en Costa Rica. En la ciudad de Cartago fundó y dirigió un colegio y ejerció el cargo de Inspector de Escuelas. También fue profesor en el Liceo de Costa Rica y en la Universidad de Santo Tomás, cuya Rectoría ejerció interinamente en 1888.
Fue Regidor de la ciudad de Cartago, Juez Civil y Gobernador de la provincia. En 1878 fue designado Magistrado de la Corte Suprema de Justicia de Costa Rica, cargo para el que se le reeligió en 1880 y 1881.
En 1892 fue Secretario de Gobernación y carteras anexas y de 1894 a 1902 fue Diputado por San José. Presidió el Congreso Constitucional de 1894 a 1900. En 1902 fue elegido presidente de la Sala de Casación y de la Corte Suprema de Justicia, pero declinó ese alto cargo. El Congreso lo eligió entonces como Magistrado de Casación, cargo en cuyo ejercicio falleció.
Murió en San José, Costa Rica, el 22 de diciembre de 1903.